# Bernd Look
Bernd Look (ur. 1949) – wschodnioniemiecki judoka.
Brązowy medalista mistrzostw świata w 1973; uczestnik zawodów w 1975. Trzeci na mistrzostwach Europy w 1973. Mistrz NRD w 1972 i 1974 roku.